# Télescope zénithal

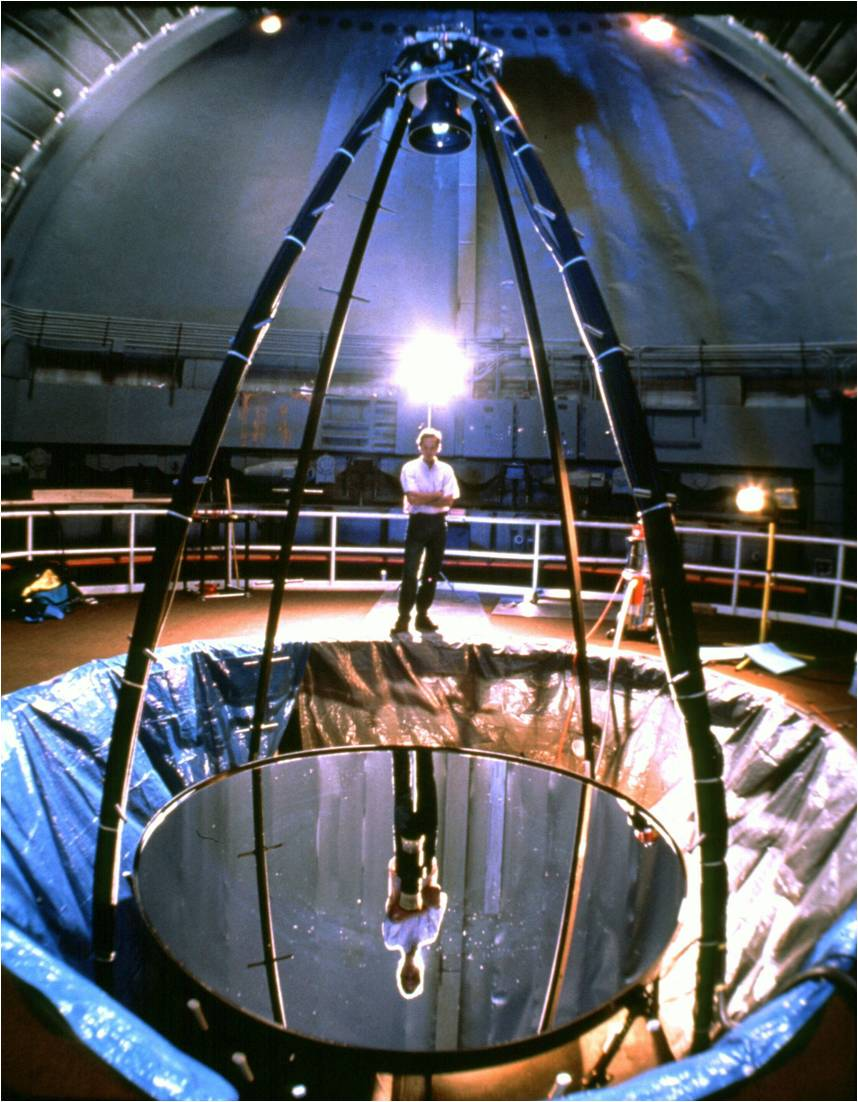
Télescope à miroir liquide de la NASA.

Un télescope zénithal est un type de télescope conçu pour pointer directement vers le zénith ou à proximité. Ils sont utilisés pour la mesure de précision des positions des étoiles, pour simplifier la construction du télescope, ou les deux.
Un télescope zénithal classique, également connu sous le nom de zénith-secteur, utilise une monture altazimutale solide, équipée de vis micrométrique de mise à niveau. Des niveaux extrêmement sensibles sont fixés et le télescope dispose d'un oculaire équipé d'un micromètre. Ils sont utilisés pour la mesure de petites différences de distance zénithale et pour la détermination de la latitude astronomique.
D'autres types de télescopes zénithaux incluent le Monument au Grand incendie de Londres, qui comprend un puits central destiné à être utilisé comme télescope zénithal. Des télescopes zénithaux de haute précision (et de construction fixe) sont utilisés jusqu'au début des années 1980 pour suivre la position du pôle Nord de la Terre et donc l'axe de rotation de la Terre,. 
Depuis lors, les mesures de quasar radioastronomiques mesurent l'axe de rotation de la Terre beaucoup plus précisément que le suivi optique. 
Le NASA Orbital Debris Observartory, qui utilise un miroir liquide d'ouverture de 3 m de diamètre, et le Large Zenith Telescope, qui utilise un miroir liquide à ouverture de 6 m de diamètre, sont tous deux des télescopes zénithaux car l'utilisation d'un miroir liquide signifie que ces télescopes ne peuvent que pointer vers le haut,.

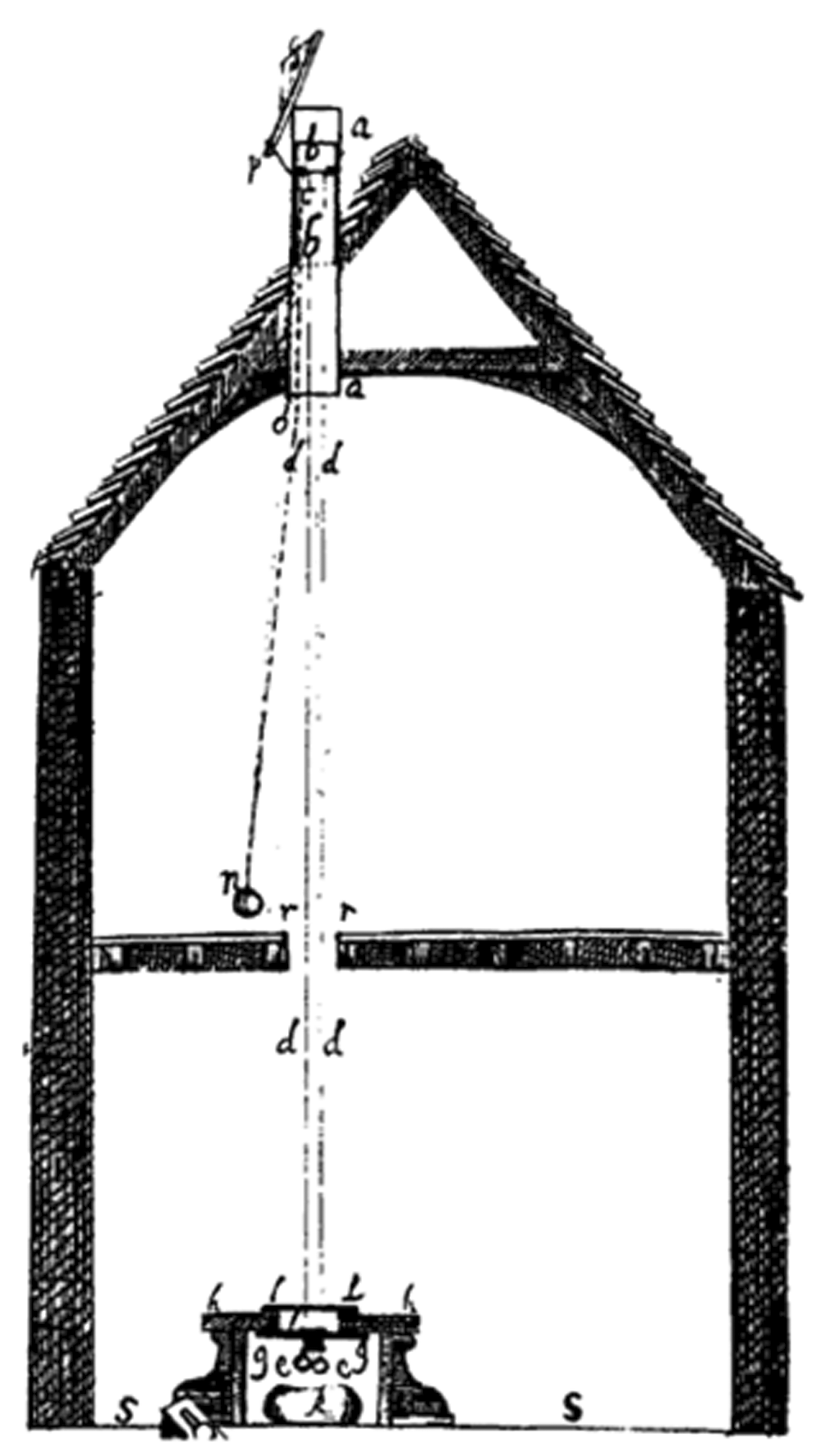
Schéma du télescope zénithal de Robert Hooke, construit dans le Monument au Grand incendie de Londres.
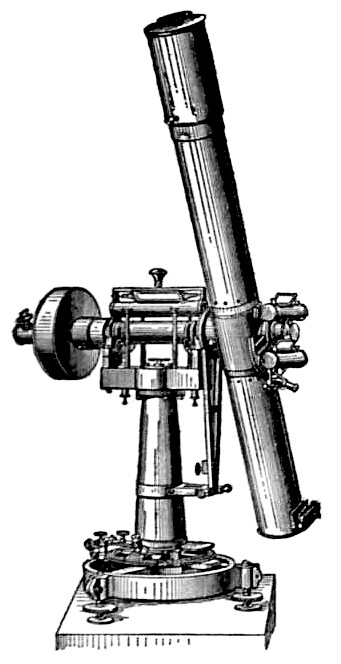
Télescope zénithal.
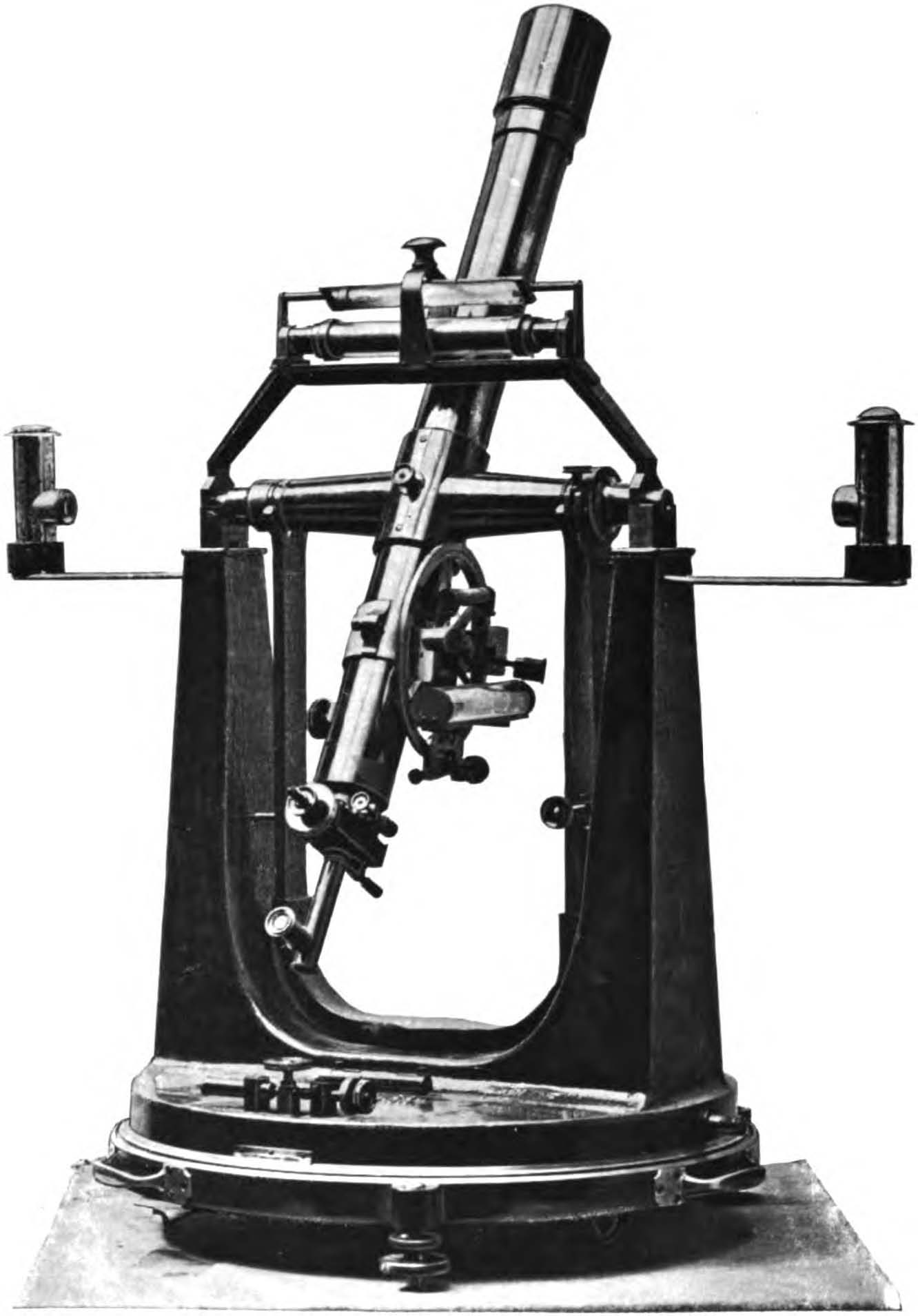
Télescope astronomique de transit et zénith, 1898.